# Adela (film din 1985)
Adela este un film românesc din 1985 regizat de Mircea Veroiu. Rolurile principale au fost interpretate de actorii George Motoi, Marina Procopie și Valeria Seciu. Scenariul este bazat pe romanul omonim al lui Garabet Ibrăileanu.

## Distribuție
- George Motoi — dr. Emil Codrescu, medic quadragenar venit din străinătate
- Marina Procopie — Adela, tânăra fiică a Ralucăi
- Valeria Seciu — Raluca Mureșanu, proprietara moșiei, mama Adelei
- Ștefan Sileanu — Tuliu Drăgan, maior în retragere, invalid de război de la Plevna, vecinul Ralucăi și fostul camarad de arme al lui Emil
- Jana Gorea — Anica, servitoarea familiei Mureșanu
- Adrian Pintea — David, meșterul reparator de piane
- Florina Luican — Florina, actrița lirică brunetă
- Natașa Raab — Ligia, actrița lirică blondă
- Dana Mladin — fetița lui Podoleanu
- Nicolae Ivănescu — Alexandru (Alec) Mean, ofițer de cavalerie, fostul soț al Adelei
- Virgil Magherușan⁠(fr)[traduceți] — Podoleanu, administratorul moșiei coanei Raluca
- Sorin Crăciuneanu
- Elena Gadina
- Dumitru Crăciun — vizitiul docarului coanei Raluca
- Ioan Crăciun

## Primire
Filmul a fost vizionat de 1.727.241 de spectatori în cinematografele din România, după cum atestă o situație a numărului de spectatori înregistrat de filmele românești de la data premierei și până la data de 31 decembrie 2014 alcătuită de Centrul Național al Cinematografiei.
În 1985 a primit premiile ACIN pentru imagine (Doru Mitran) și decoruri (Călin Papură) și în 1985 Marele Premiu de la Sanremo.